# Julia Beck

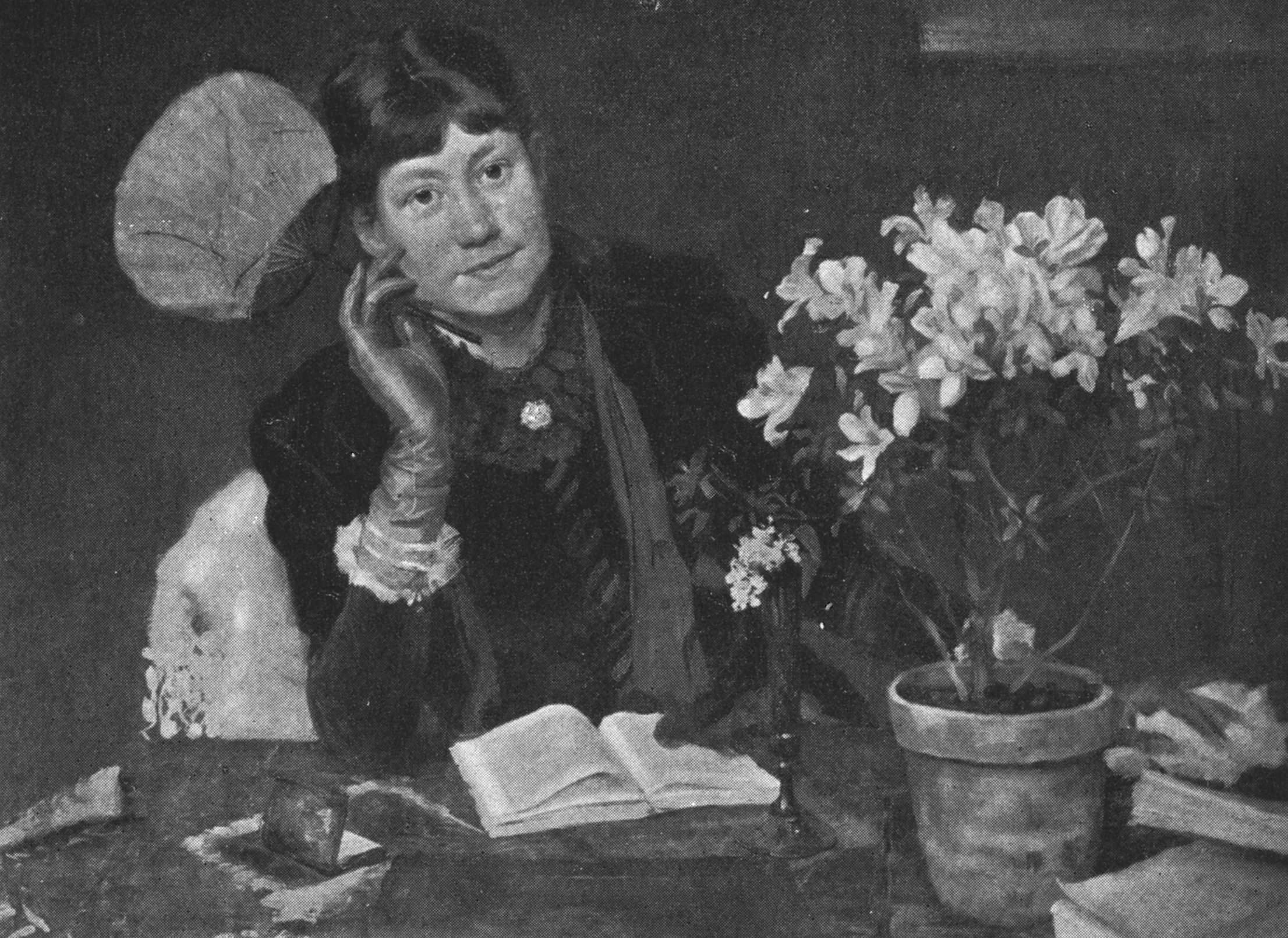
Julia Beck, im Jahr 1882 porträtiert von ihrem Künstlerkollegen Richard Bergh

Julia Augusta Ludovica Beck (* 20. Dezember 1853 in Stockholm, Schweden; † 21. September 1935 in Vaucresson, Frankreich) war eine schwedische Malerin mit deutschen Vorfahren, die sich in Frankreich niederließ. Im Jahr 1934 wurde sie unter Würdigung ihres Lebenswerks zum Mitglied der französischen Ehrenlegion ernannt.

## Leben
Julia Beck war die Tochter des ursprünglich aus Rheinhessen stammenden Buchbindermeisters Franz Beck (* 22. März 1814 in Gau-Bickelheim, † 15. Mai 1888 in Stockholm), Sohn des hessischen Politikers Dominique Beck. Im Jahr 1840 war Franz Beck im Alter von 26 Jahren nach Schweden ausgewandert und hatte sich in Stockholm niedergelassen. Aus seiner im Jahr 1851 mit der Schwedin Julia Carlotta Carlsson geschlossenen Ehe gingen die Kinder Johan Viktor Beck (* 1852) und Julia Beck (* 1853) hervor.
Während ihr Bruder ebenfalls Buchbinder wurde und in das väterliche Geschäft einstieg, studierte Julia Beck von 1872 bis 1878 Malerei an der Kunstakademie in Stockholm. Dort gab sie mit einer Gruppe von Studentinnen eine Zeitschrift mit dem Titel „Palettskrap“ (deutsch in etwa: „Palettengekratze“) heraus. Während ihrer Zeit an der Kunstakademie war Julia Beck eng befreundet mit den Künstlerinnen Eva Bonnier, Jenny Nyström und Karin Begöö, der späteren Ehefrau von Carl Larsson.
Anfang der 1880er Jahre setzte Julia Beck ihre Studien in Paris an der angesehenen privaten Kunstakademie Julian, bei Léon Bonnat, Jean-Léon Gérôme und Alfred Stevens fort. Später verbrachte sie einige Jahre in dem südlich von Paris gelegenen Ort Grez-sur-Loing, wo sie in der dort existierenden kleinen schwedischen Künstlerkolonie viele ihrer Bekannten und Freunde aus der Studienzeit wiederfand. Anschließend erwarb Julia Beck ein eigenes Haus in Vaucresson westlich von Paris; dort lebte und arbeitete sie bis zu ihrem Tod im Jahr 1935. Julia Beck blieb zeitlebens ledig. Sie war eine der wenigen Künstlerinnen ihrer Zeit, die mit ihrer Kunst allein ihren Lebensunterhalt bestreiten konnten.
Im Jahr 1934, ein Jahr vor ihrem Tod, wurde Julia Beck zur Würdigung ihres Lebenswerkes zum Ritter der französischen Ehrenlegion ernannt. Sie war damit nach der Autorin Anna Branting die zweite schwedische Frau, die mit dieser höchsten Auszeichnung Frankreichs geehrt wurde.
Julia Beck wird in der schwedischen Enzyklopädie Nordisk familjebok aufgeführt. Im Jahr 2012 veröffentlichte der schwedische Autor Kaa Wennberg die erste Biografie von Julia Beck; das Buch ist bisher nur auf Schwedisch erschienen.

## Werk
Julia Beck malte überwiegend Porträts und stimmungsvolle Landschaften in ruhigen, zarten Farben der Natur. In Paris erregte sie bereits im Jahr 1880 beim Salon mit einem Selbstporträt Aufmerksamkeit. Die Motive für ihre Landschaftsbilder fand Julia Beck auf ihren Reisen durch Frankreich und Belgien, aber auch in Schweden, wohin sie zeitlebens ihre Kontakte aufrechterhalten hatte.
Sie nahm regelmäßig an den großen Paris Salons teil. Eine ihrer größten Einzelausstellungen mit 65 Bildern fand 1925 in Vaucresson statt.
In Schweden sind Julia Becks Werke heute im Kunstmuseum von Norrköping, im Röhsska Museum in Göteborg und im Nationalmuseum in Stockholm zu finden, wo auch ihr von Richard Bergh gemaltes Bildnis zu sehen ist.

## Ehrungen
- 1934 Mitglied der Ehrenlegion, Frankreich

## Ausstellungen zu Lebzeiten (Auswahl)
- 1880 Salon, Grand Palais, Paris
- 1893 Union des Femmes Peintres et Sculpteurs. Palais de l’Industrie, Paris[6]
- 1905 Salon, Grand Palais, Paris
- 1925 Vaucresson

## Posthume Ausstellungen
- 2012 Zornmuseet, Mora, Schweden
- 2013 Kunstmuseum Sven-Harrys, Stockholm, Schweden[5]

## Galerie (Auswahl)

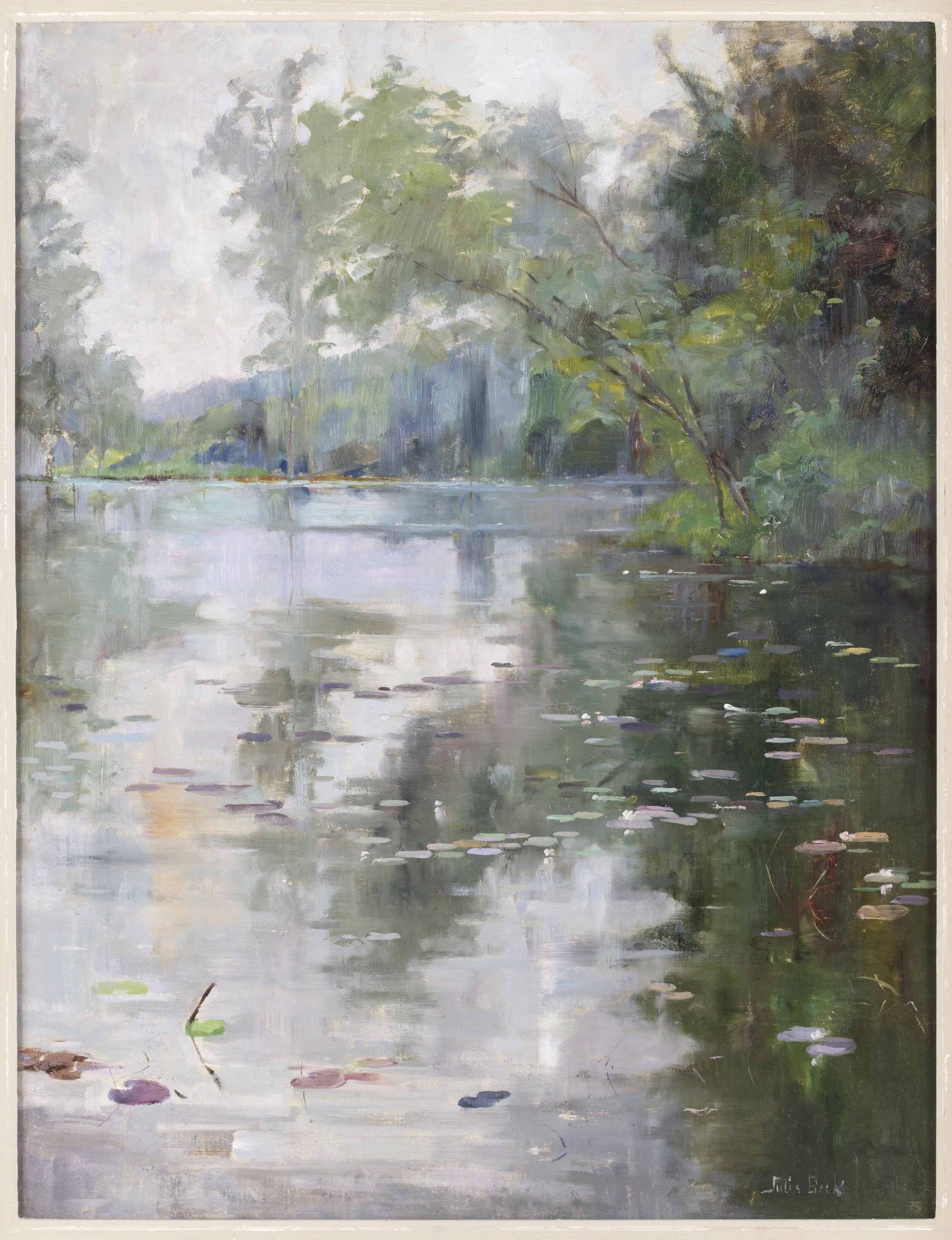
Seerosen
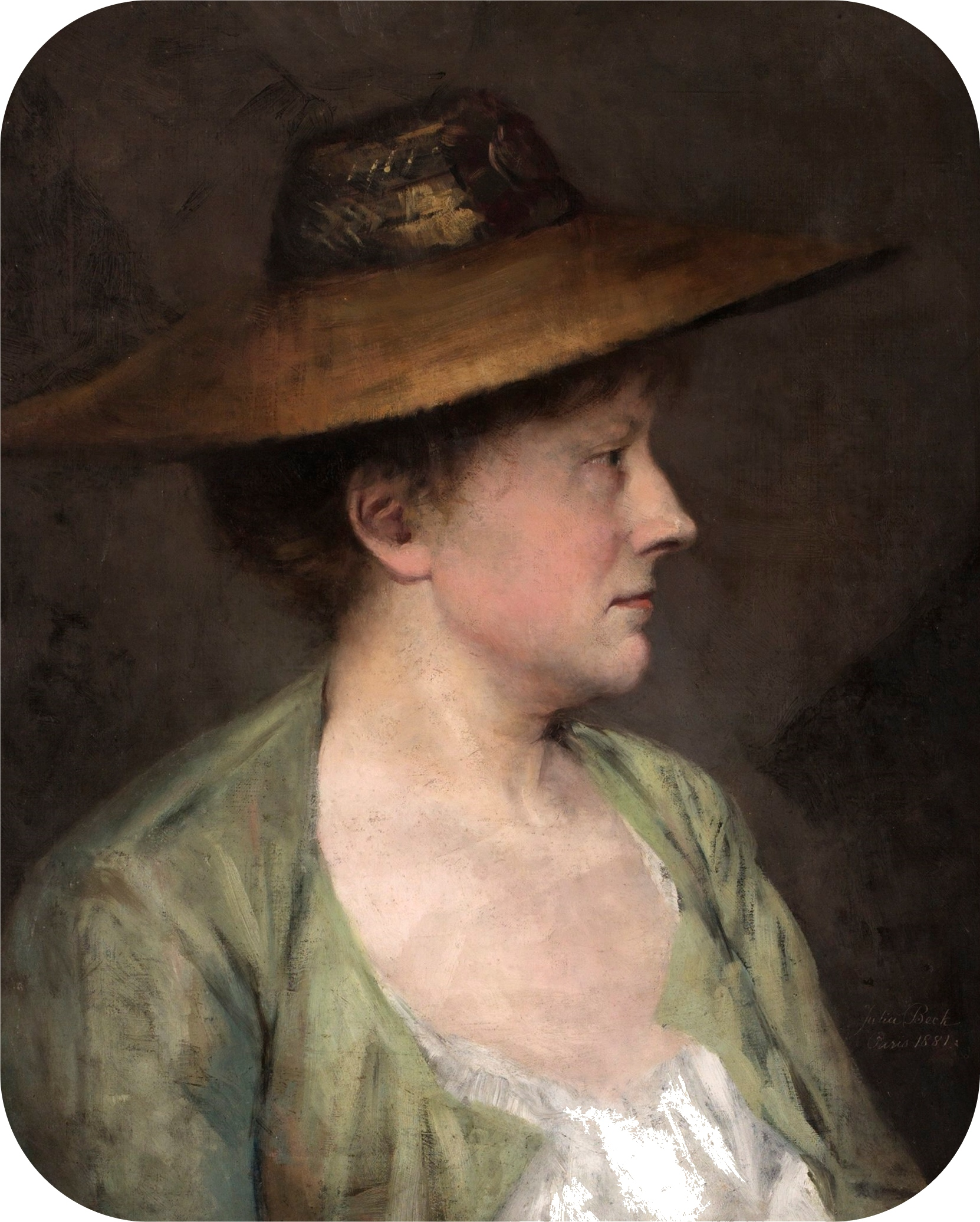
Porträt einer Frau
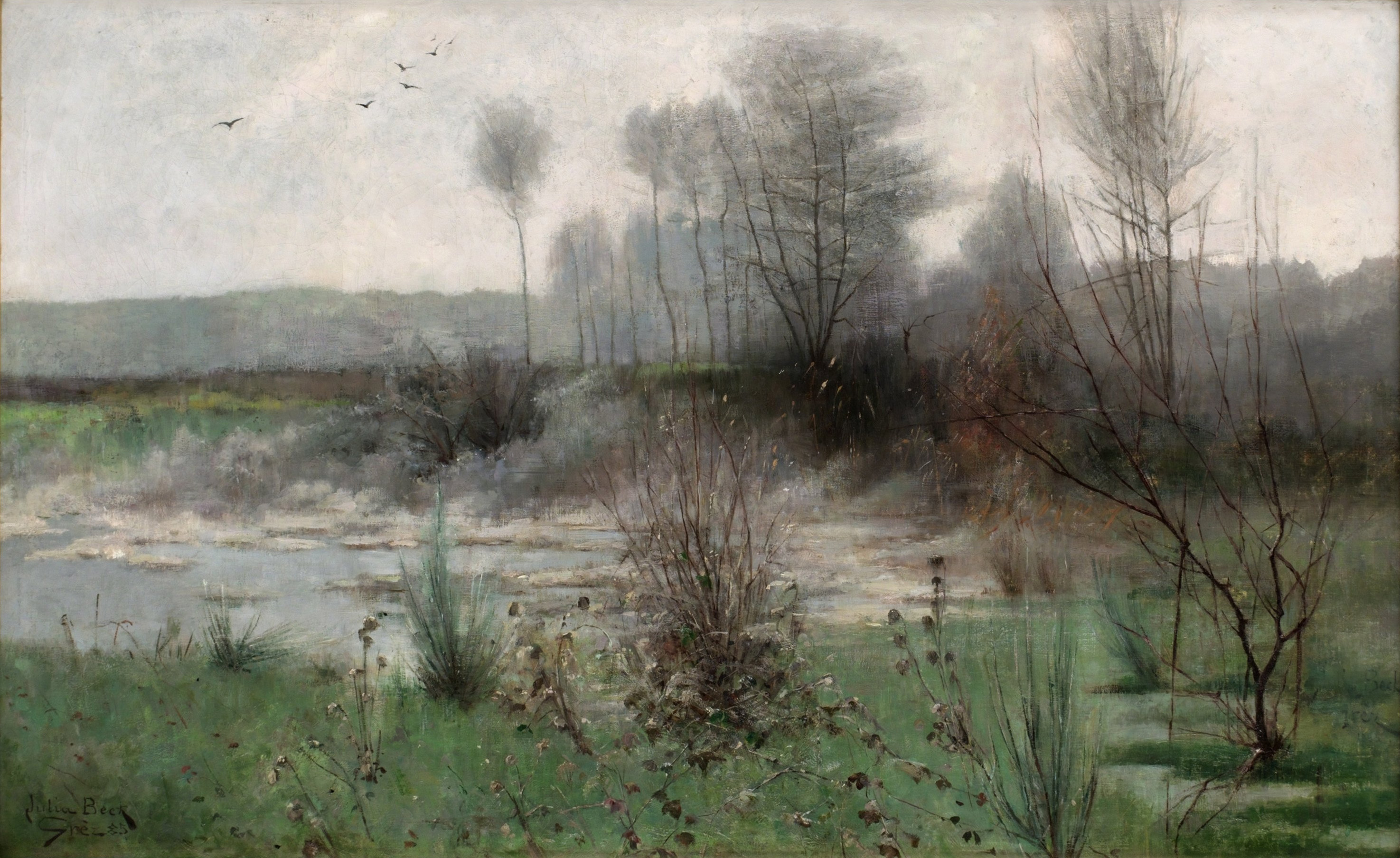
Französische Landschaft (1885)
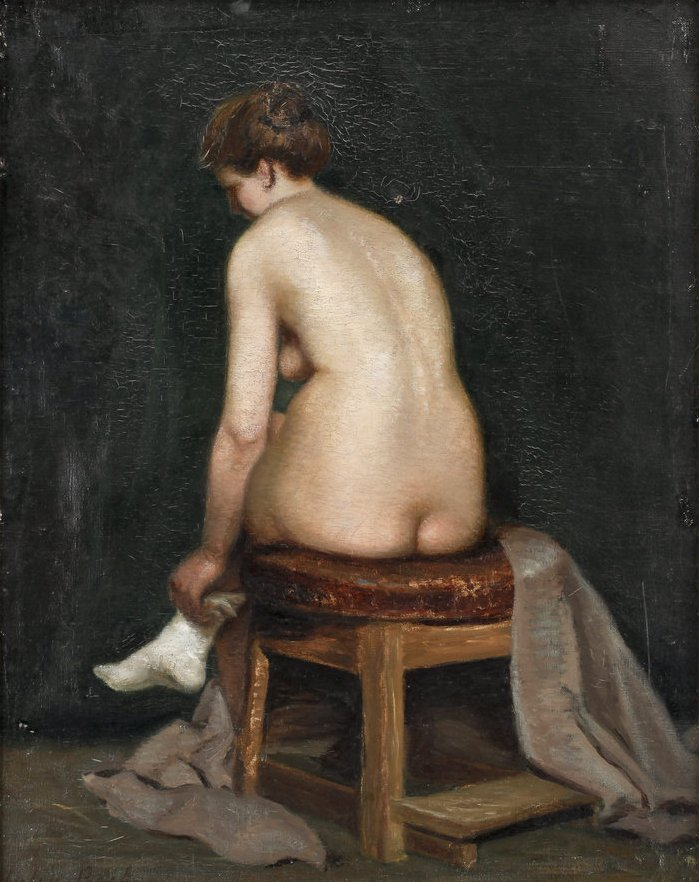
Frau beim Ankleiden auf einem Hocker
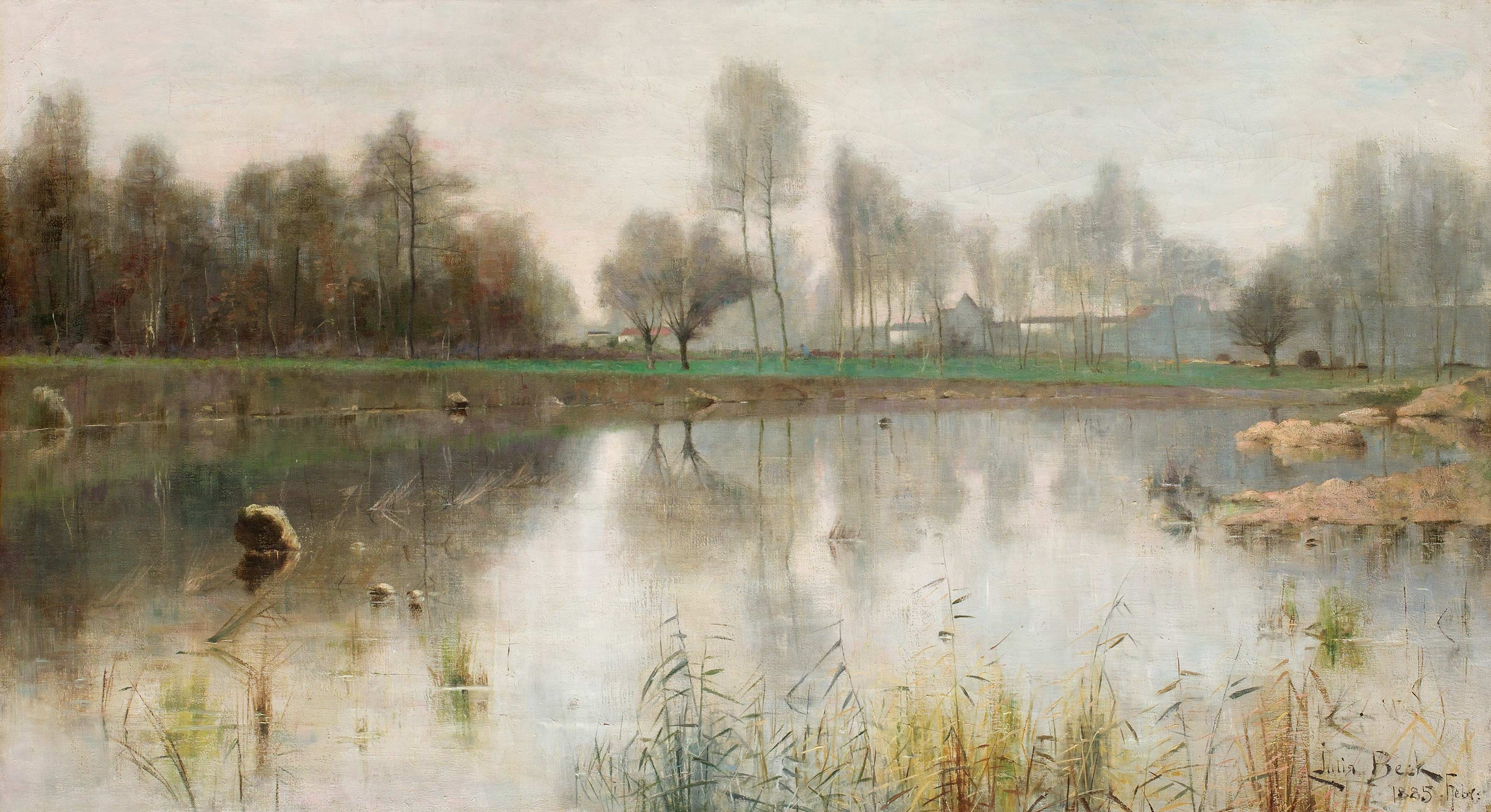
Gréz von Nemours aus (1885)
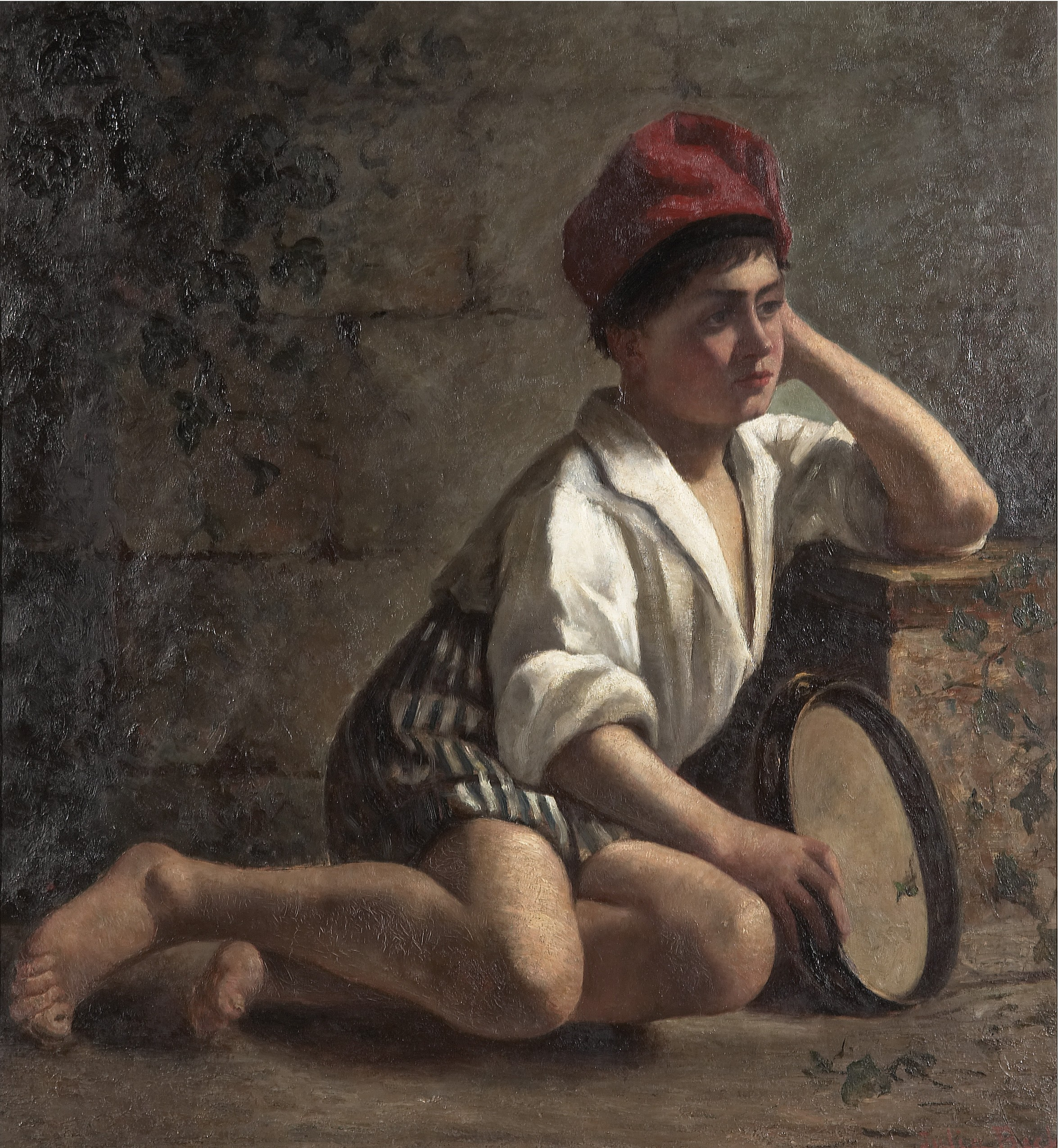
Junge mit Tamburin
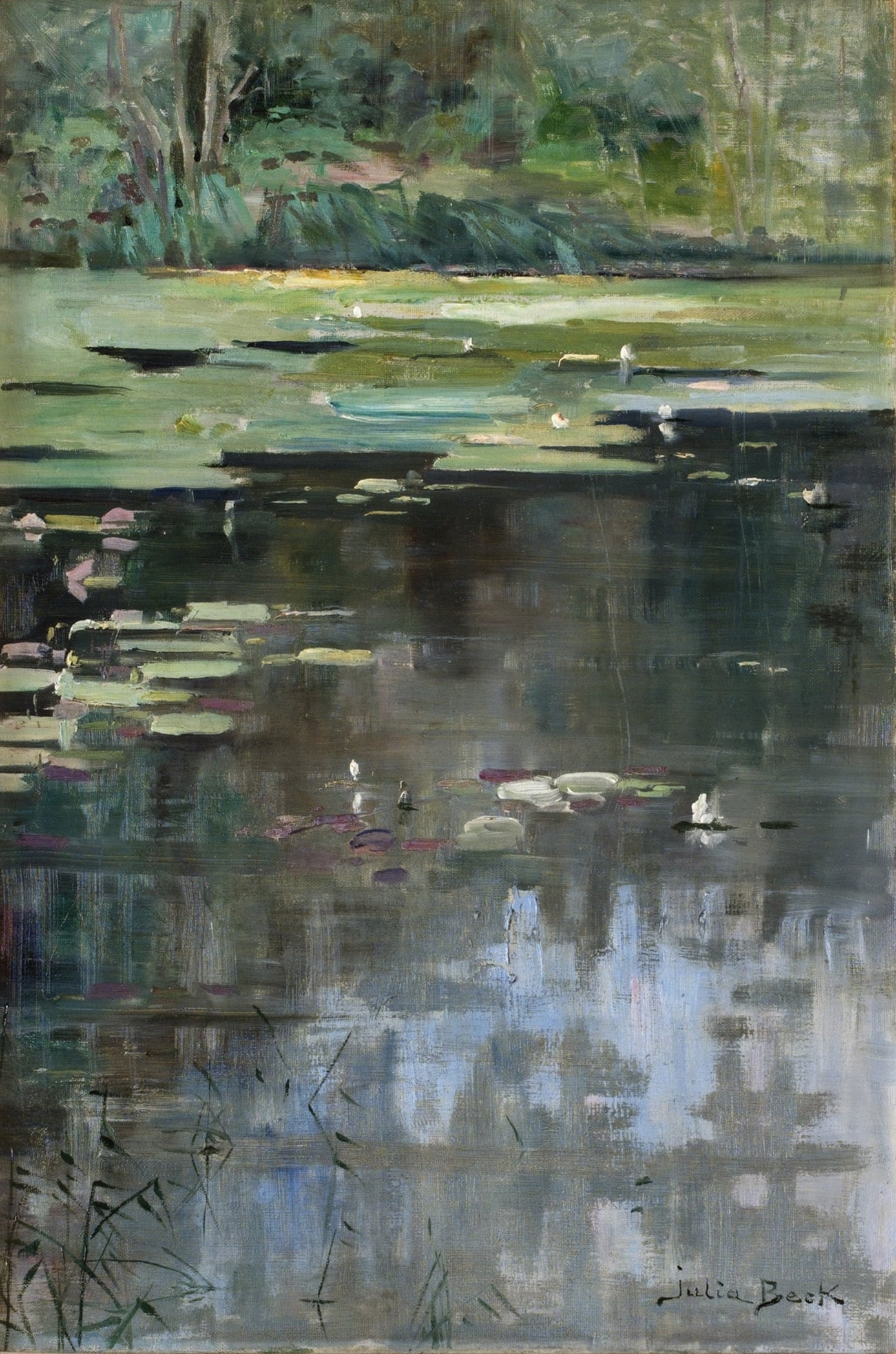
Flusslandschaft mit Wasserlilien